# 李楨林
李楨林（1933年10月25日—），山東棲霞人，中華民國陸軍二級上將。

## 生平
李楨林是山東流亡學生，先後畢業於員林實驗中學、國防語文學校、中華民國陸軍軍官學校第25期步兵科及西德指揮參謀大學1969年班。曾任金門防衛司令部司令官、陸軍總司令部副總司令、總司令、三軍大學校長及退輔會主委等職務。他是「明德小組」培訓軍官，亦曾擔任該單位聯絡官，与蒋纬国关系密切。